# Macromia terpsichore
Macromia terpsichore är en trollsländeart som beskrevs av W. Foerster 1900. Macromia terpsichore ingår i släktet Macromia och familjen skimmertrollsländor. Inga underarter finns listade i Catalogue of Life.